# Virginia Bottomley
Pour les articles homonymes, voir Bottomley.
Virginia Hilda Brunette Maxwell Bottomley (née Garnett, le 12 mars 1948) est une femme politique du Parti conservateur britannique. Elle est députée à la Chambre des communes de 1984 à 2005. Elle est élevée à la pairie en 2005.

## Jeunesse
Virginia Hilda Brunette Maxwell Garnett est née à Dunoon, en Écosse de Barbara Rutherford-Smith, enseignante et élue conservatrice de l'Inner London Education Authority et W. John Garnett CBE, ancien directeur de ce qu'on appelait alors The Industrial Society, petit-fils du physicien et conseiller pédagogique William Garnett ,. Sa tante paternelle est Margaret (Peggy) Jay, membre Labour du Greater London Council. Elle rencontre pour la première fois Peter Bottomley, son futur mari, à l'âge de 12 ans; ils se marient en 1967.
Elle fait ses études au Putney High School, une école indépendante pour filles à Putney dans le sud-ouest de Londres, avant de monter à l'Université de l'Essex pour étudier la sociologie (BA). Plus tard, elle obtient un diplôme de Master of Arts (MA) de la London School of Economics. Elle commence sa vie professionnelle en tant que sociologue, chercheuse pour le Child Poverty Action Group, travailleuse sociale, magistrate (juge de paix) et présidente du Inner London Juvenile Court.

## Carrière politique
Après s'être présentée sans succès sur l'île de Wight aux élections générales de 1983 (34 904 voix), elle est élue au Parlement avec 21 545 voix lors d'une élection partielle en 1984 (occupant le siège laissé vacant par la mort de Maurice Macmillan, fils de l'ancien premier ministre Harold Macmillan), à South West Surrey. Elle est PPS de Chris Patten, puis du ministre des Affaires étrangères, Geoffrey Howe, et obtient son premier poste ministériel en 1988 en tant que Sous-secrétaire d'État parlementaire du ministère de l'Environnement . Elle est nommée ministre d'État au ministère de la Santé en 1989. Elle est nommée membre du Conseil privé (CP) après avoir rejoint le cabinet de John Major en tant que secrétaire d'État à la Santé en 1992  et sert jusqu'en 1995. Elle est la neuvième femme du cabinet britannique.
Elle occupe ensuite le poste de secrétaire d'État au Patrimoine national de 1995 à 1997. Après les élections générales de 1997, elle retourne à l'Arrière-ban et devient chasseuse de têtes à Odgers.
Elle ne se représente pas à la Chambre des communes aux élections générales de 2005 . Le 24 juin 2005, elle est créée pair à vie avec le titre de baronne Bottomley de Nettlestone, de St Helens dans le comté de l'île de Wight, la paroisse où elle a été baptisée et a célébré son mariage.

## La retraite
Elle s'est retirée de la Chambre des communes lorsque la  Les élections générales de 2005 ont été convoquées. Le 24 juin 2005, elle a été nommée pair à vie avec le titre de baronne. Bottomley de Nettlestone, de St Helens dans le comté de l'île de Wight, la paroisse où elle a été baptisée et où elle a célébré son mariage.

## Vie privée
Elle est impliquée dans des organisations caritatives et académiques en plus des affaires. Elle est membre du Conseil fondateur de l'Université des arts de Londres. Elle est également membre du conseil de la Fondation Ditchley et présidente de Farnham Castle, Center for International Briefing. De 2000 à mai 2012, elle siège au conseil de surveillance d'AkzoNobel. Elle est administratrice non exécutive de Bupa, une entreprise de soins de santé. Elle fait partie du conseil consultatif de la Chambre de commerce internationale du Royaume-Uni (ICC UK) et est membre de la Judge School of Management de Cambridge. Elle a été administrateur et membre de l'Industry and Parliament Trust. Elle a été présidente nationale de la société Abbeyfield  et vice-présidente de Cruse Bereavement Care. Elle était chanoine laïque de Cathédrale de Guildford et Freeman de la Cité de Londres. En 2006, elle a été élue et installée comme chancelière de l'Université de Hull, succédant à Lord Armstrong d'Ilminster en avril 2006 . Elle a également été nommée sous-lieutenant de Surrey en mars de la même année et shérif de Hull en 2013 .
Virginia Garnett épouse Peter Bottomley en 1967, après la naissance de leur premier enfant . Depuis 1975, il est député. Ils vivent à Westminster et à Milford, Surrey ; ils ont trois enfants, Cecilia, Adela et Joshua et huit petits-enfants.
Pendant son passage au cabinet du Premier ministre John Major, le spectacle de marionnettes satirique Spitting Image décrivait souvent Major comme ayant le béguin non partagé pour Bottomley. Des années plus tard, il est révélé que Major avait une liaison avec Edwina Currie à l'époque .
La famille de Bottomley comprend de nombreuses personnalités politiques et publiques. Son frère, Christopher Garnett, est le directeur général de la société d'exploitation ferroviaire GNER. Elle a pour cousins Peter Jay (diplomate) (en) (l'ancien ambassadeur britannique aux États-Unis et gendre de James Callaghan), et Julian Hunt (baron Hunt de Chesterton) (père de l'historien et ancien député travailliste Tristram Hunt).
Lady Julia Cleverdon épouse le défunt père de Bottomley, John . La nièce de son mari est Kitty Ussher (ancienne ministre du Travail).